# Edsberg

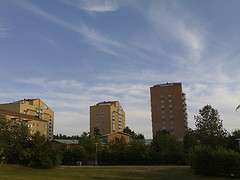
Edificios de Edsberg.

Edsberg es un distrito urbano en el municipio de Sollentuna, Condado de Estocolmo, Suecia. Se encuentra en el fondo de la bahía de Edsviken, que forma una entrada larga desde el Mar Báltico. Forma parte de Estocolmo. En el uso diario, Edsberg significa el área con casas multifamiliares distribuidas alrededor del centro de Edsberg y Edsbergskyrkan al norte de Danderydsvägen. La parte del municipio llamada Edsberg también contiene Landsnora, un área de villas al sur de Danderydsvägen y al este de Edsbergsparken. Un poco más al sur de Danderydsvägen se encuentra la nueva área llamada Kvarnskogen con un conjunto mixto de tipos de casas. Edsberg también contiene Edsängen entre Edsberg y Frestavägen, y las áreas de casas de verano un poco más al norte llamadas Södersättra y Norrsättra. Se están elaborando planes para desarrollar el área al este de Frestavägen.
- Datos: Q3622443
- Multimedia: Edsberg / Q3622443